# Barbara Schulz

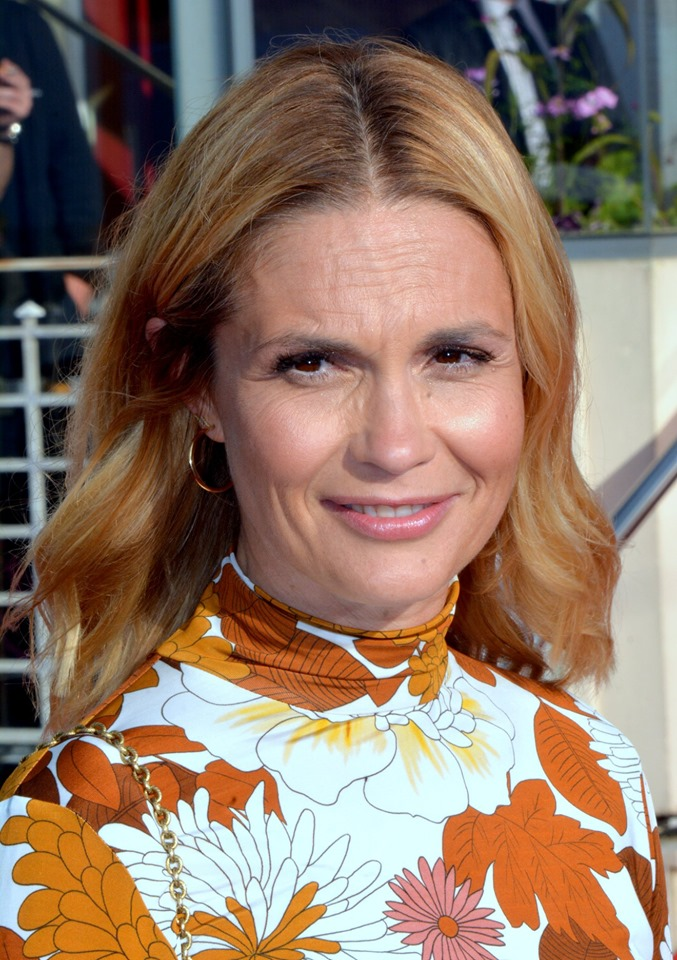
Barbara Schulz (2019)

Barbara Schulz (* 15. März 1972 in Talence) ist eine französische Theater- und Filmschauspielerin.

## Leben
Barbara Schulz begann mit 15 Jahren ihre Schauspiel-Ausbildung am Cours Simon. Ab 1993 erfolgten ihre ersten Auftritte im Theater sowie in Film und Fernsehen. Für ihre Rolle der „Nathalie“ in der Filmkomödie La Dilettante wurde sie 2000 für den César für die „beste Nachwuchsdarstellerin“ nominiert. Sie wurde 2001 und 2022 mit dem Theaterpreis Molière geehrt.

## Filmografie (Auswahl)
- 1993: Coup de jeune!
- 1993: Les grandes marées (Miniserie, 8 Folgen)
- 1994: L’Irrésolu
- 1995: French Kiss
- 1996: Terre indigo (Fernsehserie, 8 Folgen)
- 1999: La Dilettante
- 1999: Rembrandt
- 2001: Un aller simple
- 2003: Toutes les filles sont folles
- 2004: San Antonio
- 2007: La maison
- 2014: Liebe to Go – Die längste Woche meines Lebens (The Longest Week)
- 2015: Le mystère du lac (Miniserie, 6 Folgen)
- 2016: Heimliche Küsse (Baisers cachés)
- 2018: Ben (Miniserie, 6 Folgen)
- 2019: À cause des filles..?
- 2021–2022: Le Remplaçant (Fernsehserie, 10 Folgen)
- 2020: Romance (Miniserie, 6 Folgen)
- 2021: Gloria (Miniserie, 6 Folgen)
- 2022: I3P (Miniserie, 6 Folgen)
- 2023: Le Voyage en pyjama
- 2023: Super Drunk - Sternhagelvoll (Super bourrés)
- 2023: Bernadette
- 2024: C'est le monde à l'envers !
- 2024–2025: Carpe Diem (Miniserie, 6 Folgen)